# Strongsville (Ohio)
Strongsville est une ville située dans le comté de Cuyahoga, dans l'État de l'Ohio, aux États-Unis. Elle constitue une banlieue aisée de Cleveland.
Sa population était estimée à 44 750 habitants lors du recensement de 2010, ce qui donne une densité de 687,2 hab./km2.

## Histoire
Strongville est devenu une municipalité en 1818, puis un village en 1923 et par après désigné comme ville en 1961.